# Philomeces mussardi
Philomeces mussardi là một loài bọ cánh cứng trong họ Cerambycidae.